# Stellifer chrysoleuca
La corvina ñata, corvinilla chata Corvinita ñata, ñato o roncador (Stellifer chrysoleuca) es una especie de pez de la familia Sciaenidae.

## Morfología
Los machos pueden llegar alcanzar los 30 cm de longitud total.

## Alimentación
Come gusanos marinos y otros invertebrados. 

## Distribución y hábitat
Es un pez de mar de clima tropical y demersal que vive hasta los 30 m de profundidad.
Se encuentra en el Pacífico oriental: desde México hasta el Perú.